# Estuário de Clyde

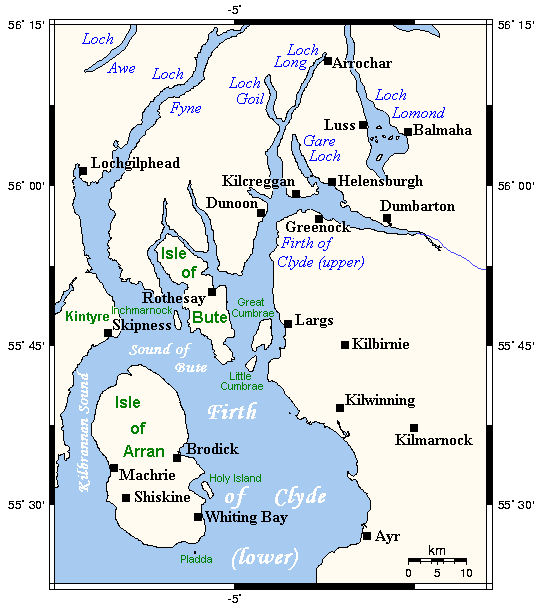
O Firth of Clyde

Firth of Clyde ou fiorde de Clyde, ou ainda estuário de Clyde ou mar de Clyde é um golfo de cerca de 42 km de comprimento, situado na costa ocidental da Escócia e separado do Oceano Atlântico pela península de Kintyre.
No Firth of Clyde há numerosas ilhas, e entre as principais encontram-se Arran, Bute e Great Cumbrae (uma das ilhas conhecidas como The Cumbraes).

## Geografia
O Firth of Clyde é muito recortado por penínsulas e contém muitas ilhas. Há várias linhas de ferry, que as ligam entre si e com o resto da Escócia. O estuário é considerado, por alguns, parte do Mar da Irlanda .

## Cidades e vilas
Estão listadas as maiores cidades e algumas das numerosas vilas do estuário.
- Ardrossan
- Ayr
- Barassie
- Brodick
- Campbeltown
- Cardross
- Carradale
- Dumbarton
- Dunoon
- Fairlie
- Gourock
- Greenock
- Girvan
- Helensburgh
- Hunter's Quay
- Innellan
- Inverkip
- Irvine
- Kilcreggan
- Kilmun
- Kirn
- Lamlash
- Largs
- Lochranza
- Millport
- Port Bannatyne
- Portencross
- Port Glasgow
- Prestwick
- Rothesay
- Saltcoats
- Seamill
- Skelmorlie
- Stevenston
- Strone
- Toward
- Troon
- Wemyss Bay
- West Kilbride

## Ilhas pertencentes ao estuário
- Arran
- Bute
- Cumbrae

## Lagos pertencentes ao estuário
- Gareloch
- Loch Long
- Loch Goil
- The Holy Loch
- Loch Striven
- Loch Riddon off the Kyles of Bute
- Loch Fyne
- Loch Gilp
- Loch Shira
- Loch Ranza
- Campbeltown Loch